# Fiome
Fiome o Gorowa es un pueblo de unos 35.000 individuos aproximadamente, viven en las tierras altas húmedas de Tanzania central. La lengua fiome pertenece al grupo cusita de la familia afroasiática. Los fiome están estrechamente emparentados con el pueblo iraqw por su origen, lengua y cultura.
- Datos: Q5862200